# Bernard Batillat
Bernard Batillat, né le 24 janvier 1908 à Coullons et mort le 4 septembre 1997 au Perreux-sur-Marne, est un rameur d'aviron français.

## Carrière
Bernard Batillat remporte la médaille d'argent en deux barré aux Championnats d'Europe d'aviron 1934 à Lucerne et la médaille de bronze en huit aux Championnats d'Europe d'aviron 1935 à Berlin.
Il est demi-finaliste en huit aux Jeux olympiques d'été de 1936 à Berlin.